# Ruzsa Imre
Ruzsa Imre (Budapest, 1921. május 12. – Budapest, 2008. július 2.) Széchenyi-díjas filozófus.
Tudományos tevékenysége mellett nagy szerepet vállal a modern logika oktatásában és népszerűsítésében. Egyetemi előadásai és szellemes kommentárokkal tarkított, mindamellett magas színvonalú könyvei nagyban hozzájárulnak a logika magyarországi kultúrájának terjesztéséhez.

## Élete
Az Eötvös Loránd Tudományegyetem Természettudományi Karán végzett 1956-ban matematika-fizika tanárként. Ezután középiskolában tanított, míg 1960-ban meghívást nem nyer a ELTE Analízis Tanszékére, ahol tanársegédként, majd adjunktusként tevékenykedik. Már 1963-ban részt vett a filozófia szakos hallgatók logika képzésében, 1965-től az MTA Filozófiai Intézetének tudományos munkatársa majd főmunkatársa. 1971-től kezdve a bölcsészkar neves oktatója, kutatója. 1978-tól egyetemi tanár, 1982-ben pedig a BTK újonnan alakult, a Logika Tanszékből kivált Szimbolikus Logika és Tudománymetodológia Tanszék vezetője volt 1990-ig, nyugdíjba vonulásáig. A Marxizmus–Leninizmus Tanszékcsoport megszűnése után a Ruzsa és munkatársai által alapított tanszék lett a BTK Logika Tanszéke, ahol vezetése alatt már az 1980-as években színvonalas, nemzetközi szinten is érdemesített tudományos kutatás folyt. 1998 óta professor emeritus.
Ruzsa Imre két fia szintén neves tudós: Ruzsa Ferenc (filozófus, indológus) és Ruzsa Z. Imre (matematikus, akadémikus).

## Tudományos tevékenysége
Kutatási területe a modern szimbolikus logika, azaz a modális logika és az intenzionális logika szemantikus megalapozása, és ennek nyelvészeti alkalmazásai. Az értékréses intenzionális logika megalkotója.
Az 1960-as években kidolgozta a humán szakos egyetemi hallgatók logika képzésének programját. Sok tanítványa ért el hazai és külföldi sikereket a tudományfilozófia és tudománytörténet tárgykörében. (Néhányan a tanítványok közül: Gendler-Szabó Zoltán, Kálmán László, Klima Gyula, Máté András, Mihálydeák Tamás, Pólos László.) Számos cikkét azért magyar nyelven publikálta, hogy ezzel is hozzájáruljon a logika magyar nyelvű irodalmának bővüléséhez. Számos logikai és matematikafilozófiai könyv szerzője, társszerzője ill. szerkesztője, szerkesztésében jelent meg az 1984 és 1990 között kiadott Tertium non datur c. évkönyv.

## Díjai
- Széchenyi-díj (1991) – A szimbolikus logikán belül a modális és deontikus logika tudományterületének hazai megalapításáért és nemzetközi szintre fejlesztéséért, nemzetközileg is elismert munkásságáért.

## Néhány munkája
- Ruzsa Imre – Urbán János, A matematika néhány filozófiai problémájáról – matematikai logika, Tankönyvkiadó, 1966
- Imre Ruzsa, Modal logic with descriptions, Nijhoff, Hága 1981.
- Ruzsa Imre, Klasszikus, modális és intenzionális logika, Akadémiai, Budapest 1984. ISBN 963-05-3084-8
- Pólos László – Ruzsa Imre, A logika elemei, Tankönyvkiadó, Budapest 1987. ISBN 963-18-0151-9 [Máté András logikatörténeti függelékével]
- Ruzsa Imre, Logikai szintaxis és szemantika 1–2. kötet, Akadémiai, Budapest 1988. (a katalógusokban formailag hibás ISBN-nel szerepel) ISBN  963-05-4719 ill. ISBN 963-05-4720-1 (1. kötet) és ISBN 963-05-5313-9 (2. kötet)
- Ruzsa Imre – Máté András, Bevezetés a modern logikába, Osiris Kiadó, Budapest 1997. ISBN 963-379-185-5
- Ruzsa Imre (szerk.), Logikai zsebenciklopédia, Áron, Budapest 1998. ISBN 963-85504-9-X [Függelékben: Patho-logikus szaxótár]
- Tertium non datur. Válogatott logikai–metodológiai tanulmányok 1984–1990, válogatta és szerkesztette Ruzsa Imre, Osiris Kiadó, Budapest 2000. ISBN 963-3796-37-7 [függelékben a Tertium non datur c. évkönyv hat kötetének teljes tartalomjegyzéke]